# ماركو فيرونيس
ماركو فيرونيس (بالإيطالية: Marco Veronese)‏ (22 مايو 1976 بتشينيزيلو بالسامو في إيطاليا - ) هو لاعب كرة قدم إيطالي في مركز الهجوم. لعب مع إنتر ميلان وكييفو فيرونا ونادي تشيزينا ونادي ريجينا ونادي سبيزيا ونادي فيتشينزا ونادي فينيزيا ونادي ليكو ونادي مودينا ونادي مونزا وSSD Virtus CiseranoBergamo 1909 ‏ واتحاد بافيا لكرة القدم ونادي براتو.

## روابط خارجية
- ماركو فيرونيس على موقع قاعدة بيانات كرة القدم.إي يو (الإنجليزية)
- ماركو فيرونيس على موقع Soccerway.com (الإنجليزية)
- ماركو فيرونيس على موقع عالم كرة القدم.نت (الإنجليزية)